# Tierra del Fuego (película de 2000)
Tierra del Fuego es una película de 2000, dirigida por el director chileno Miguel Littín, grabada en Punta Arenas y Tierra del Fuego, en la Zona Austral de Chile, y en Galicia (España). Se estrenó en el Festival de Cannes (Francia) en mayo de 2000, y su estreno nacional fue el 6 de julio del mismo año.
La película está basada en la novela homónima de 1956 del escritor chileno Francisco Coloane y en las crónicas del ingeniero judío-rumano nacionalizado argentino Julius Popper, uno de los principales gestores del genocidio selknam (u ona), uno de los pueblos amerindios que habitaron el archipiélago de Tierra del Fuego.
La película es protagonizada por actores de distintas nacionalidades, y la música fue compuesta por el grupo gallego Milladoiro y por el cantautor chileno Ángel Parra, hijo de Violeta Parra.

## Argumento
La película se contextualiza a fines del siglo XIX. Julius Popper (1857-1893) toma posesión de la Isla Grande de Tierra del Fuego en nombre de la reina de Rumania Isabel de Wied (apodada Carmen Sylva; 1843-1916). En su misión en búsqueda de oro, amparada bajo el lema «civilización o muerte», es acompañado por aquella naturaleza desconocida por personajes de diversas nacionalidades, tales como Armenia, una bella, prostituta; Spiro, un aventurero italiano; Shaeffer, un alemán fiel a Popper; Novak, un austríaco que ejerce como general del grupo; y Silveira, un gallego intérprete de gaita.

## Reparto
| Actor              | Personaje                              |
| ------------------ | -------------------------------------- |
| Jorge Perugorría   | Julius Popper                          |
| Ornella Muti       | Armenia                                |
| Tamara Acosta      | Mennar                                 |
| Nelson Villagra    | Novak                                  |
| Álvaro Rudolphy    | Schaeffer                              |
| Nancho Novo        | Silveira                               |
| Luis Alarcón       | Alexis                                 |
| Claudio Santamaría | Spiro                                  |
| Uxía Blanco        | Madre Silveira                         |
| Omero Antonutti    |                                        |
| Héctor Delgado     |                                        |
| Mateo Iribarren    |                                        |
| Ángel Perra        |                                        |
| María Jurado       |                                        |
| Juan Igor Monje    | Soldado del Ejército de Páramo (extra) |